# Olympische Zwischenspiele 1906/Leichtathletik – 1500 m (Männer)
Der 1500-Meter-Lauf der Männer bei den Olympischen Zwischenspielen 1906 in Athen wurde am 29. April 1906 im Panathinaiko-Stadion entschieden. Zwei Tage zuvor gab es zwei Vorläufe, aus denen je vier Läufer das Finale erreichten.

## Rekorde
| Weltrekord und olympischer Rekord | 4:05,4 min | Vereinigte Staaten | James Lightbody | 1904 |

## Ergebnisse

### Vorläufe (27. April 1906)

#### 1. Vorlauf
| Platz | Athlet                | Land           | Zeit (min) |
| ----- | --------------------- | -------------- | ---------- |
| 1     | James Lightbody       | USA            | 4:19,4     |
| 2     | Kristian Hellström    | Schweden       | k. A.      |
| 3     | James Sullivan        | USA            | k. A.      |
| 4     | Greg Wheatley         | Australien     | k. A.      |
|       | Vahram Papazyan       | USA            | k. A.      |
|       | Christos Tsatsanifos  | Griechenland   | k. A.      |
|       | Georgios Anastasiadis | Griechenland   | k. A.      |
|       | Arnold Churchill      | Großbritannien | k. A.      |
|       | Henry Hawtrey         | Großbritannien | DNF        |

Sowohl Kluge als auch "Sports-Reference" führen Papazyan unmittelbar hinter qualifizierten Läufern. An  anderer Stelle wird unter Berufung auf das türkische NOK berichtet, er habe den Lauf nicht beendet.

#### 2. Vorlauf
| Platz | Athlet                | Land           | Zeit (min) |
| ----- | --------------------- | -------------- | ---------- |
| 1     | John McGough          | Großbritannien | 4:18,8     |
| 2     | Reginald Percy Crabbe | Großbritannien | k. A.      |
| 3     | George Bonhag         | USA            | k. A.      |
| 4     | Harvey Cohn           | USA            | k. A.      |
| 5     | Michel Soalhat        | Frankreich     | k. A.      |
|       | Felix Kwieton         | Österreich     | k. A.      |
|       | Edward Dahl           | Schweden       | k. A.      |
|       | George Blake          | Australien     | k. A.      |
|       | Pericle Pagliani      | Italien        | k. A.      |
|       | Dimitrios Kantzias    | Griechenland   | k. A.      |
|       | Andreas Andreadis     | Griechenland   | k. A.      |

### Endlauf (29. April 1906)
| Platz | Athlet                | Land           | Zeit (min) |
| ----- | --------------------- | -------------- | ---------- |
| 1     | James Lightbody       | USA            | 4:12,0     |
| 2     | John McGough          | Großbritannien | 4:12,6     |
| 3     | Kristian Hellström    | Schweden       | 4:13,4     |
| 4     | Greg Wheatley         | Australien     | k. A.      |
| 5     | James Sullivan        | USA            | k. A.      |
| 6     | George Bonhag         | USA            | k. A.      |
| 7     | Reginald Percy Crabbe | Großbritannien | k. A.      |
| 8     | Harvey Cohn           | USA            | k. A.      |

Zunächst führten Bonhag und Wheatley. Sie hielten das Tempo niedrig. Die britischen Favoriten McGough und Crabbe hielten sich zurück und wurden dann überrascht, als der spurtstarke Lightbody 200 Meter vor dem Ziel das Tempo anzog. McGough rettete sich noch auf Platz zwei. Hinter den drei Medaillengewinnern wird für Wheatley ein Rückstand von 13 Yards zu Hellström angegeben.
1. ↑  Wheatleys Vorname wird in den Quellen unterschiedlich angegeben: "Dad", "George" oder "Greg"